# Halichoeres rubrovirens
Halichoeres rubrovirens är en fiskart som beskrevs av Rocha, Pinheiro och Gasparini 2010. Halichoeres rubrovirens ingår i släktet Halichoeres och familjen läppfiskar. Inga underarter finns listade i Catalogue of Life.